# نوگره
نوگره (به انگلیسی: Naugarh) یک منطقهٔ مسکونی در هند است که در Siddharthnagar district واقع شده‌است.